# Chamaesyrphus
Chamaesyrphus is een vliegengeslacht uit de familie van de zweefvliegen (Syrphidae).

## Soorten
- C. apichaetus Curran, 1923
- C. caledonicus

Verdwenen heidedwerg Collin, 1940
- C. lusitanicus

Duinheidedwerg Mik, 1898
- C. nigricornis Santos Abreu, 1924
- C. pruinosomaculatus (Strobl, 1906)
- C. scaevoides

Gele heidedwerg (Fallen, 1817)
- C. willistoni (Snow, 1895)